# Zedyngyl
Zedyngyl (gyyz. ዘድንግል, imię tronowe Atsnaf Seged; አፅናፍ, co znaczy ten któremu kłaniają się szczyty, ur. ? - zm. 24 października 1604 r.) – cesarz Etiopii rządzący w latach 1603-1604.

## Pochodzenie i rodzina
Zedyngyl pochodził z dynastii salomońskiej. Był synem Lysany Krystosa, który był bratem cesarza Sertse Dyngyla. Kuzynem Zedyngyla był Susnyjos, jeden z jego późniejszych konkurentów do tronu. Nie jest pewne kim była żona Zedyngyla. Prawdopodobnie mogła nią być najstarsza córka Susnyjosa, ueizero Uangelauet, lub Uelde Sala z Ualakua. Wśród kobiet mogących wyjść za Zedyngyla mogła być także Merabate, późniejsza cesarzowa za rządów Susnyjosa, Sultana Mogassa.

## Dojście do władzy
Gdy w 1597 zmarł cesarz Sertse Dyngyl zaczęła się walka o władzę pomiędzy wnukiem cesarza Minasa, Zedyngylem, potomkiem cesarza Lybne Dyngyla i synem Fasila, Susnyjosem, oraz synem Sertse Dyngyla, Jakubem. Zgodnie z wolą zmarłego cesarza, jego następcą powinien zostać Zedyngyl, jednak tron przypadł Jakubowi popieranemu przez wpływowe możnowładztwo z wdową po cesarzu, ytiegie Marjam Syna na czele. Zedyngyl nie rezygnąjąc z walki o tron znalazł poparcie u możnowładców z Godżamu. W 1603 Jakub został zdetronizowany przez swojego regenta dedżazmacza Zesyllasje, który był jednocześnie kuzynem Zedyngyla i ustanowił go cesarzem w miejsce Jakuba. W zamierzeniu regenta Zedyngyl miał być jedynie marionetkowym władcą, co się jednak nie sprawdziło.

## Polityka zagraniczna
Zedyngyl kontynuował politykę rozpoczętą przez Jakuba. Polegała ona na zbliżeniu Etiopii z Europą za pośrednictwem hiszpańskich i portugalskich jezuitów. Zedyngyl był gotów przejść na katolicyzm pod warunkiem, że papież Klemens VII, oraz król Hiszpanii i Portugalii przyślą do Etiopii misjonarzy. Cesarz zaproponował Filipowi III Habsburgowi skoligacenie ich dynastii i wspólne plany odbicia wybrzeża Morza Czerwonego z rąk tureckich. Zedyngyl obiecał przyznać Hiszpanom Massauę. Po pokonaniu Turków do Etiopii miał należeć port Arkiko. Cesarz w ramach sojuszu poprosił Hiszpanów także o wsparcie wojskowe i rzemieślnicze. Na swoim dworze w Dankaz ugościł jezuitę Pedro Páeza, który przekonywał władcę Etiopii do zmiany religii na katolicyzm. Ambitne plany Zedyngyla w dziedzinie polityki zagranicznej nie powiodły się po pierwsze z powodu wewnętrznego oporu w samej Etiopii. Po drugie ciężko było wyobrazić sobie ówczesne potęgi kolonialne, czyli Portugalię i Hiszpanię jako państwa mogące traktować jakikolwiek kraj afrykański jako równorzędnego partnera. Wreszcie po trzecie Zedyngylowi nie starczyło czasu na wprowadzenie swojej wizji, nawet zakładając że ta mogłaby się powieść.

## Polityka wewnętrzna
W 1604 Zedyngyl stłumił rozruchy spowodowane wystąpieniem w Amhara Sajnt człowieka podającego się za Chrystusa. Później w tym samym roku wydał rozporządzenie, według którego wysokość podatku od nieruchomości miała zależeć od rzeczywistej wydajności ziemi rolnej, a nie od decyzji zarządzających tymi ziemiami możnowładców. Ta decyzja zraziła ich do cesarza. Dodatkowym elementem nieprzysparzającym mu popularności było sympatyzowanie z europejskimi misjonarzami. Zedyngyl znalazł się w nienawiści u przedstawicieli wyższych warstw społeczeństwa zarówno świeckiego, jak i duchownego. Po rozpowszechnieniu pogłosek, że głównodowodzący armii cesarskiej, dedżazmacz Layke Marjam przeszedł na katolicyzm, abuna Piotr obłożył Zedyngyla ekskomuniką. Jednocześnie dzedżazmacz Zesyllasje podburzał ludność przeciwko cesarzowi i przygotowywał bunt w prowincji Godżam. Gdy narosła fala niechęci wobec władcy, jego najważniejszymi sojusznikami pozostali europejscy żołnierze, oraz misjonarze.

## Śmierć
Dwudziestego czwartego października 1604 roku rozegrała się bitwa w miejscowości Barcza w prowincji Dembija. Elementem działającym niekorzystnie na morale cesarskiego wojska była ekskomunika rzucona przez abunę, dlatego żołnierze uciekali z pola walki. Do końca wierni cesarzowi było za to dwustu portugalskich muszkieterów, ale nie stanowili poważnej siły w starciu z buntownikami. Zedyngyl ostatecznie przegrał walkę i poniósł śmierć. Zmarłemu cesarzowi wyłupiono oczy, a jego ciało stratowano końskimi kopytami. Odcięto także palec, na którym Zedyngyl nosił diamentowy pierścień. Według Jamesa Bruce'a, szkockiego podróżnika przebywającego w Etiopii w drugiej połowie XVIII wieku, ciało Zedyngyla leżało niepogrzebane przez trzy dni na polu bitwy, dopóki pewni chłopi nie pochowali go 

... w małej budowli, podobnej do kapliczki (którą widziałem), nie większą jak na sześć stóp wysokości, położoną w cieniu dobrego drzewa, w Abisynii zwanego sassa

 Ciało cesarza zostało przeniesione dziesięć lat później do Klasztoru Daga Estifanos na wyspie Daga na jeziorze Tana.